# 英国陆军第十军

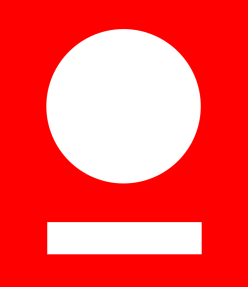
英国第10军的标志

第10軍（英語：X Corps）是英國陸軍的一個軍，曾在第一次世界大戰西線戰場作戰，1919年被解散。第二次世界大戰爆發後，英國第10軍重建，並參加北非戰役及義大利戰役。

## 历史

### 第一次世界大戰
英國第10軍於1915年7月在法國成立，由托馬斯·莫蘭領導。1916年秋天，英國第10軍參加了索姆河戰役。 1917年，英國第10軍成為英國陸軍第二軍團的一部分，包括第29師及第30師。1917年6月參加了梅西訥戰役，英國第10軍隨後參與了帕森達勒戰役。1918年5月和6月，它由威廉·佩頓指揮。

### 第二次世界大戰
英國第10軍於1940年6月重建為英國本土部隊的一部分，由前第42（東蘭開夏郡）步兵師師長威廉·霍姆斯少將指揮。